# 小田香
小田 香（おだ かおり、1987年 - ）は、日本の映像作家。主にドキュメンタリー映画の手法を使った実験的な作品の監督・製作で知られ、とくにサラエボの炭鉱を舞台とする第一長篇『鉱 ARAGANE』（2015）や、メキシコの自然と人々の関わりを描いた『セノーテ』（2020）などが高く評価されている。

## 経歴
小田は高校卒業まで大阪府で過ごしたのちアメリカへ留学、2011年にバージニア州のホリンズ大学（英語版）教養学部映画コースを修了。卒業制作として自分自身と家族の関係を題材に製作した『ノイズが言うには』が、なら国際映画祭の学生部門で観客賞を受賞し注目を集める。
2013年、世界的な映画監督タル・ベーラによる若手育成プログラムの創設が発表されると、これに応募・合格し第一期生として参加。以後プログラムの拠点であるサラエボで３年間を過ごした。この間にポーラ美術振興財団在外研究員として助成を受けて研究と製作を継続、2016年に同プログラムを終了して映画の博士号を取得した。
このプログラム参加中に製作されたのが、ボスニア・ヘルツェゴビナのブレザ炭鉱（英語版）を舞台とする第一長篇『鉱 ARAGANE』（2015）で、同作はトロント国際映画祭などに出品されたのち、山形国際ドキュメンタリー映画祭で特別賞を受賞。また2020年に坂本龍一・黒沢清らを審査員とする大島渚賞が新設されると、その第一回受賞作品に選ばれている。
2017年からメキシコのユカタン半島に点在する巨大な洞窟泉「セノーテ」を舞台とする作品の構想を練り始め、現地を繰り返し訪れる。現地では自らスキューバダイビングを学び、水中撮影を行った。
この素材をもとにした長篇第二作『セノーテ』は、愛知芸術文化センター・愛知県立美術館の製作で2019年に完成し、ロッテルダム国際映画祭などで招待上映されたのち、メキシコのFICUNAM映画祭とスペインのムルシア国際映画祭では特別賞を受賞するなど国際的に高い評価を受けた。また同作で2021年度の芸術選奨文部科学大臣新人賞を受賞。
映像作品を使ったインスタレーションなども手がけ、東根市まなびあテラス「小田香 光をうつして―映画と絵画」（山形、2020年）での絵画作品の個展に加えて、青森県立美術館との共同アートプロジェクトにも参加している（「美術館堆肥化計画」2021～2023年）。
2021年には、Netflixの短編ドキュメンタリーシリーズ『マイ・ラブ　6つの愛の物語』日本篇で撮影を担当。
2025年、「鉱 ARAGANE」「セノーテ」に続いて地下世界を題材とする「Underground」が全国公開。2023年製作『GAMA』の題材や登場人物を継承・拡大し、沖縄の鍾乳洞でつづく戦争の記憶継承の試みを、俳優（吉開菜央）を立てて撮影した。同2025年に東京都写真美術館の「恵比寿映像祭2025」から委嘱を受けて製作した『母との記録「働く手」』では、『ノイズが言うには』『カラオケ喫茶ボサ』につづいて再び自身の母親にカメラを向けている。

## 手法・評価
小田は作品の多くで、簡易な機材を使って自ら撮影・編集するスタイルをとっており、『セノーテ』では水中撮影に iPhone 7、地上のインタビューなどでは8ミリカメラを使っている。
またしばしばフィクションとドキュメンタリーの境界があいまいになる瞬間を意識的に作品へ取り込むことでも知られ、『ノイズが言うには』では自ら画面に登場して小田自身と家族のかかわりにカメラを向けながら、そこに事前の創作にもとづく劇映画のような部分とドキュメンタリー的な部分をあえて混在させている。こうした制作姿勢は被写体に対するカメラがもつ「暴力性」や、映像における虚実の関係についての現代的なアプローチと受けとめられている。
小田の作品は早くから海外で注目を集めた。英国映画協会は『ノイズが言うには』を原一男や市川崑の作品とならぶ「現代日本の傑作ドキュメンタリー10本」のひとつとして挙げ、同作が「自分自身を主題とする《セルフ・ドキュメンタリー》という日本映画の伝統を、知的かつ実験的に再構築している」と指摘した。また評論家の蓮實重彦は『鉱 ARAGANE』を取りあげて絶賛、「驚くべきショットが随所に挿入」「こんな監督が日本にいていいのかと思うほど」などと評している。

## 受賞
- 2011年 - なら国際映画祭学生部門・観客賞 - 『ノイズが言うには』
- 2015年 - 山形国際ドキュメンタリー映画祭・特別賞 - 『鉱 ARAGANE』
- 2019年 - FICUNAM映画祭（メキシコ）・特別賞 - 『セノーテ』
- 2019年 - ムルシア国際映画祭（スペイン）・特別賞 - 『セノーテ』
- 2020年 - 第1回大島渚賞 - 『鉱 ARAGANE』
- 2021年 - 第71回芸術選奨・文部科学大臣新人賞 - 『セノーテ』[20]

## 監督作品
| 公開年 | 邦題                             | 英語題名                              | 長さ（分） |
| ------ | -------------------------------- | ------------------------------------- | ---------- |
| 2010   | 〈邦題なし〉                     | Anywhere But Here                     | 8          |
| 2010   | ノイズが言うには                 | Thus a Noise Speaks                   | 38         |
| 2012   | ひらいてつぼんで                 | The Thread of Red Cocoons             | 13         |
| 2014   | 〈邦題なし〉                     | Lost in Bosnia                        | 95         |
| 2014   | 呼応                             | Ko oh (Conniving)                     | 19         |
| 2015   | フラッシュ                       | FLASH                                 | 25         |
| 2015   | 鉱 ARAGANE                       | Aragane                               | 68         |
| 2017   | 色彩論 序章                      | Theory of Colours: prologue           | 6          |
| 2017   | 天                               | TEN                                   | 11         |
| 2017   | シネ・ヌーヴォ20周年プロジェクト | Cine nouveau 20th Anniversary Project | 18         |
| 2017   | あの優しさへ                     | Toward a Common Tenderness            | 63         |
| 2018   | TUNE                             | TUNE                                  | 6          |
| 2018   | 風の教会                         | Wind Church                           | 12         |
| 2019   | Night Cruise                     | Night Cruise                          | 7          |
| 2019   | セノーテ                         | Cenote                                | 75         |
| 2020   | OURT CINEMAS                     | OURT CINEMAS                          | 4          |
| 2021   | 夜行列車                         | Night Train                           | 10         |
| 2022   | ホモ・モビリタス                 | Homo Mobilitas                        | 12         |
| 2022   | Underground                      | Underground                           | 9          |
| 2022   | カラオケ喫茶ボサ                 | Karaoke Cafe BOSA                     | 13         |
| 2023   | GAMA                             | GAMA                                  | 53         |
| 2024   | Underground                      | Underground                           | 83         |
| 2025   | 母との記録「働く手」             | Recording with Mother “Working Hands” | 25         |